# Matla
Matla (o Raimatla) és un riu del districte de South 24 Parganas a Bengala Occidental format per la unió de tres rius: Bidyadhari, Karatoya i Atharabanka, que corren al sud pels Sundarbans cap a la badia de Bengala. L'estuari està a uns 45 km a l'est de l'illa Sagar i està separat del riu Jamira per l'illa Balchari. La boca del Matla té diverses branques, la principal de les quals és l'occidental; el riu és navegable fàcilment fins a Matla o fins a Port Caning al seu costat, avui abandonada, a 80 o 90 km de la desembocadura i fins a uns 40 km de Calcuta.